# Jorge Fellipe
Jorge Fellipe de Oliveira Figueiro, noto semplicemente come Jorge Fellipe (Rio de Janeiro, 27 ottobre 1988), è un calciatore brasiliano, difensore del Nongbua Pitchaya.

## Caratteristiche tecniche
È un difensore centrale.

## Carriera
Dopo aver militato nelle divisioni inferiori del calcio brasiliano e nei campionati regionali, nel 2018 è stato acquistato dai portoghesi del Desp. Aves.
Ha esordito in Primeira Liga l'11 febbraio 2018 disputando l'incontro vinto 5-2 contro il Belenenses.

## Palmarès

### Club

#### Competizioni nazionali
- Campeonato Brasileiro Série C: 1

CSA: 2017
- Coppa del Portogallo: 1

Desportivo Aves: 2017-2018